# Sybra ochreosignatipennis
Sybra ochreosignatipennis är en skalbaggsart som beskrevs av Stefan von Breuning 1973. Sybra ochreosignatipennis ingår i släktet Sybra och familjen långhorningar.
Artens utbredningsområde är Fiji. Inga underarter finns listade i Catalogue of Life.